# Czostków (województwo podlaskie)
Czostków – wieś w Polsce położona w województwie podlaskim, w powiecie suwalskim, w gminie Filipów.
Wieś królewska starostwa niegrodowego filipowskiego położona była w końcu XVIII wieku w powiecie grodzieńskim województwa trockiego. W 1880 roku liczyła cztery domy i 74 mieszkańców.
W okresie międzywojennym posiadłość ziemską miał tu Salomon Łapin (338 mórg)
W latach 1975–1998 miejscowość administracyjnie należała do województwa suwalskiego. W latach 1919–1933, za II Rzeczypospolitej, wieś należała do gminy Czostków.
Na północ od wsi znajduje jezioro Czostków.

## Urodzeni w Czostkowie
- Zygmunt Kadłubowski – polski działacz społeczny i polityk, urzędnik pracujący w wielu instytucjach służących odbudowie państwa polskiego po I wojnie światowej, poseł na Sejm w II RP[10].